# (2845) Franklinken
(2845) Franklinken ist ein Asteroid des Hauptgürtels, der am 26. Juli 1981 vom US-amerikanischen Astronomen Edward L. G. Bowell an der Anderson Mesa Station (IAU-Code 688) des Lowell-Observatoriums in Coconino County entdeckt wurde.
Der Asteroid wurde nach dem US-amerikanischen Astronomen Kenneth Franklin (1923–2007) benannt, der 1955 zusammen mit Bernard Flood Burke die Jupiter-Bursts entdeckte.